# صابرکند، نخجوان
صابرکند، نخجوان (به ترکی آذربایجانی: Sabirkənd) یک منطقهٔ مسکونی در جمهوری آذربایجان است که در شهرستان اردوباد واقع شده‌است. صابرکند ۱٬۰۲۸ نفر جمعیت دارد.